# ۹۰۱۲۵
۹۰۱۲۵ نام دوازدهمین آلبوم استودیویی از گروه موسیقی پراگرسیو راک انگلیسی، یس، است که در سال ۱۹۸۳ منتشر شد.
این آلبوم، اولین آلبومِ بعد از فروپاشی گروه در سال ۱۹۸۱ است. این همچنین اولین آلبومِ گروه با تروور رابین است و شامل بازگشت خوانندهٔ اصلی گروه، جان اندرسون، نیز است که در سال ۱۹۸۰ گروه را ترک کرده بود.

## لیست آهنگ‌ها
1. Owner of a Lonely Heart
2. Hold On
3. It Can Happen
4. Changes
5. Cinema
6. Leave It
7. Our Song
8. City of Love
9. Hearts